# 克里斯特·克里斯滕松
克里斯特·克里斯滕松（瑞典語：Krister Kristensson，1942年7月25日—2023年1月29日），瑞典男子足球运动员，司职后卫。他曾代表瑞典国家队参加1970年国际足联世界杯，结果队伍止步小组赛阶段。